# Мазота из Абернети
Мазота (VIII век) — дева из Абернети. День памяти — 23 декабря.
Святая Мазота (Mazota), или Майот (Mayot) была во главе группы из девяти дев, прибывших из Ирландии в Шотландию и основавших монастырь в Абернати, что на реке Тей.
По преданию, Гарнард (Garnard), сражаясь с бриттами, после видения отправил свою кузину, святую Бриду (Bride) в Ирландию за наставлениями в вере. Святая Брида вернулась, а вместе с ней — и девять дев. Король принял святой крещение и воздвиг собор, при котором подвизались святые Брида, Мазота и её спутницы. Иногда считают, что святая Мазота была старшей из девяти дочерей святого Дональда.
Считается покровительницей городка Друмок (Drumoak).